# Chihuahua (hund)
 For alternative betydninger, se Chihuahua. (Se også artikler, som begynder med Chihuahua)
Chihuahua (FCI nr. 184) er verdens mindste hunderace. Den stammer fra delstaten af samme navn i Mexico.
Det er en gammel race som nogle tror nedstammer fra mexicanske Toltec-hunde som levede i 800-tallet (se Oprindelse.
Helhedsindtryk: Den mindste hunderace i verden har en kompakt, men sirlig og net kropsbygning med store ører, kuglerunde øjne og en halvlang hale. Der findes både en korthåret og en langhåret variant.
Hoved: Æblehoved, som er karakteristisk for racen. Har en middellang snude, let tilspidset og tør. Tørre, tilliggende læber. Saksebid. Store, runde men ikke udstående mørke øjne. Store, brede V-formede flagermusører, der bæres oprejst når hunden er opmærksom.
Hals: Slank og let bøjet, smidig.
Krop: Lige ryg, smidig, noget længere end hundens højde. Vel udfyldt, men ikke for bred brystkasse, hvælvede ribben, men ikke tøndeformet. Krydset affaldende.
Lemmer: Lige og fine for- og bagben. Små poter.
Hale: Middellang, båret højt eller ringet over ryggen. Der findes også stumphale.
Pels: Fin, tæt og tilliggende. Glansfuld. Ved langt hår: glat eller svagt bølget med krave på halsen og faner på ben, ører og hale.
Farve: Alle farver, også plettet og tigret.
Størrelse og vægt: 15-26 cm, 1,1-3,5 kg. Ideal 1,5-2,5 kg.
Oprindelse: Allerede fra Christoffer Columbus' beretninger kender man beskrivelser af disse bittesmå hunde fra Mexico.
Karakter: intelligent, morsom og lærenem. Typisk selskabshund. Som regel meget hund i en lille krop.
Chihuahuaen er en meget loyal hund og knytter sig ofte stærkt til sin ejer. På mange områder bør en chihuahua behandles ligesom en større hund, hvis man ønsker at den skal være velopdragen og tilfreds. Eksempelvis tillader mange ejere, at hunden hopper op af folks ben og lignende, simpelthen fordi hunden er så lille. De fleste ville ikke tolerere denne adfærd fra en større hund, og der bør ligeledes sættes grænser for en chihuahua, hvis man ønsker at den skal opdrages optimalt.
Derudover forsømmer nogle ejere deres chihuahua ift. gåture, da de går ud fra, at den lille hund får nok motion af at løbe rundt i hjemmet. Dette er en fejlagtig antagelse, da chihuahuaen har behov for regelmæssig motion og gåture ligesom alle andre hunderacer.
Hunderacen kan fremkomme i mange forskellige farvevariationer og sammensætninger. Den rubinrøde chihuahua regnes for at være særligt sjælden og eftertragtet.
Oprindeligt var det kun den korthårede chihuahua der var udbredt, men i nyere tid er den langhårede blevet ligeså populær.